# Крістіан-Леон Цуркану
Крістіан-Леон Цуркану (рум. Cristian-Leon Țurcanu) — румунський дипломат. Надзвичайний і Повноважний Посол Румунії в Україні (2016—2022). Надзвичайний і Повноважний Посол Румунії в Молдові (з 2022).

## Біографія
Закінчив факультет іноземних мов та літератури в Університеті Бухареста.
З 2003 року на дипломатичній та консульській роботі в МЗС Румунії.
У 2003—2008 рр. — співробітник Посольства Румунії у Федеративній Республіці Німеччина.
У 2008—2012 рр. — працював у Посольстві Румунії в Сполучених Штатів Америки.
У 2014—2015 рр. — заступник Посла Румунії в Республіці Молдова, був тимчасовим повіреним у справах Румунії в Молдові.
У 2015—2016 рр. — генеральний директор з комунікації, публічної дипломатії та культури, координував діяльність публічної комунікації Міністерства закордонних справ Румунії, всі двосторонні відносини в галузях культури, освіти та науки, а також дії публічної дипломатії.
У межах Міністерства закордонних справ займав посаду заступника директора та директора Управління Східної Європи і Центральної Азії, відповідаючи за двосторонні відносини зі всіма державами, розташованими на цій географічній території. Протягом своєї діяльності в МЗС ще працював радником з питань регіональних справ та політики безпеки Міністра закордонних справ, а також у Департаменті організації Саміту НАТО та Управління з реалізації Програм Шенген.
07 квітня 2016 — призначений Надзвичайним і Повноважним Послом Румунії в Україні.
18 серпня 2016 року — вручив заступнику Міністра закордонних справ України, пані Олені Зеркаль, копії вірчих грамот як Надзвичайний і Повноважний посол Румунії в Україні.
29 серпня 2016 року вручив вірчі грамоти Президенту України Петрові Порошенку.
З 2022 року — Надзвичайний і Повноважний Посол Румунії в Молдові.